# Mazirbe
Mazirbe (liw. Irē, niem. Klein-Irben) – wieś w północno-zachodniej Łotwie, w novadsie Talsi, położona na Półwyspie Kurlandzkim, w pobliżu przylądka Kolka, nad Morzem Bałtyckim. W 2005 roku wieś liczyła 134 mieszkańców.